# Papierfabrik Palm
Die Papierfabrik Palm GmbH & Co. KG mit Hauptsitz in Aalen-Neukochen ist ein Hersteller von Papier auf Altpapierbasis und ein Erzeuger für Wellpappenrohpapiere. Palm produziert Zeitungsdruckpapier und Wellpappenrohpapier in fünf Fabriken. In 28 Werken werden Verpackungen aus Wellpappe für verschiedene Anwendungen hergestellt.
Geschäftsführender Gesellschafter des Familienunternehmens in vierter Generation ist Wolfgang Palm.

## Geschichte
Das Unternehmen wurde im Jahr 1872 von Adolf Palm gegründet. Er entwickelte ein zäh naturbraunes Verpackungspapier aus Resten von Bast. 1874 trat sein Bruder Julius Palm als Teilhaber in das Unternehmen ein und 1894 wieder aus. Das Unternehmen firmierte fortan als Gebrüder Palm. 1893 wurde nach einen Brand ein neues Fabrikgebäude am bestehenden Unternehmensstandort  im Aalener Stadtteil Neukochen errichtet, 1917 das seit Gründung bestehende Wasserrad durch eine Turbine ersetzt. Im Jahr 1909 übernahm Otto Palm, der älteste Sohn des Gründers, die Geschäftsführung. Sein Bruder Hermann fungierte als technischer Leiter. Otto Plam wurde auch Gesellschafter, wodurch die Einzelfirma als Offene Handelsgesellschaft fortgeführt wurde. Im August 1921 stürzte eine kurz zuvor neu gebaute Produktionshalle teilweise ein. 1922 erfand Hermann Palm das Jaspis-Papier, eine Marmorpapier-Variante. Im gleichen Jahr wurden zum Firmenjubiläum eine Sparversicherung und eine Sozialstiftung für Mitarbeiter eingerichtet. Innerhalb des regional bestehenden Schwerpunkts der Papiererzeugung blieb Palm in den folgenden Jahren auf Pack- und Reklamepapier spezialisiert. Auch Aktendeckel, Löschpapier und Papier für technische Zwecke wurden in den 1930er Jahren hergestellt sowie während des Zweiten Weltkriegs Verdunklungspapier. Weitere Produktneuerungen waren 1966 der erste deutsche Wellenstoff mit hohen technologischen Anforderungen und 1968 der erste Testliner Deutschlands auf einer neu errichteten Papiermaschine. Bei Testlinern handelt es sich um die glatte Deckschicht von Wellpappe.
Seit 1979 ist die Palm Gruppe auch im Geschäftsbereich Wellpappe aktiv. Aus den Rohpapieren, die etwa zur Hälfte aus Papierfabriken der Palm Gruppe stammen, wird die Wellpappe an insgesamt 28 Standorten zu Verpackungen verarbeitet. Im Jahr 1983 wurde im Werk Aalen-Neukochen eine Papiermaschine zur Erzeugung von grafischen Papieren aus einhundertprozentigem Altpapier errichtet. Sie war die erste deutsche Anlage zur Herstellung von Zeitungsdruckpapier auf einhundertprozentigen Sekundärfasern und hatte eine Arbeitsbreite von 4,5 Metern. 1984 gelang Palm als erster deutscher Papierfabrik die Herstellung von Hochqualitäts-Zeitungsdruckpapier aus einhundertprozentigem Altpapier. 1994 wurde in Eltmann (Unterfranken) eine weitere Papierfabrik für die Produktion von Zeitungsdruckpapier gebaut. Diese wurde 1999 erweitert und eine zweite Papiermaschine wurde installiert.

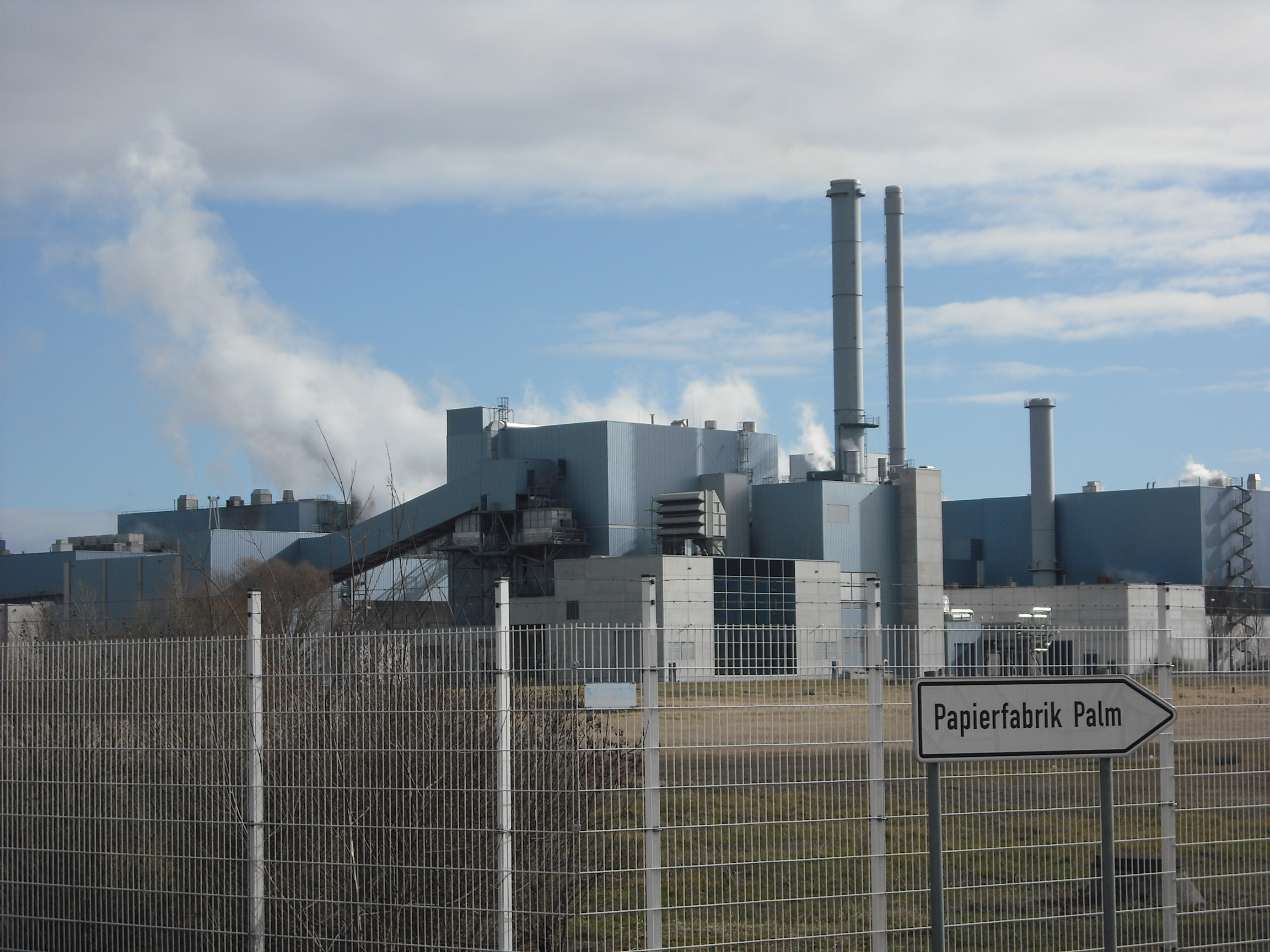
Papierfabrik in Wörth am Rhein

Im 2002 errichteten Werk Wörth am Rhein (Rheinland-Pfalz) wird seit Oktober 2002 auf einer 200 Meter langen Papiermaschine produziert. Mit einer Kapazität von 650.000 Tonnen Papier pro Jahr gehört sie zu den leistungsstärksten Papiermaschinen der Welt. Anfang 2006 ging am Standort Wörth eine Wellpappenanlage mit einer Breite von 3350 mm in Betrieb. 2007 wurde ein 50 Hektar großes Grundstück in King’s Lynn gekauft, etwa 150 Kilometer nördlich von London. Dort ging 2009 die vierte Papierfabrik in Betrieb. Sie produziert 400.000 Tonnen Zeitungsdruckpapier pro Jahr.
2010 stieg die Palm-Gruppe in das Altpapierhandelsgeschäft in Großbritannien ein. Ein weiteres Recycling-Unternehmen entstand 2013 in Deutschland. Die Palm Recycling GmbH & Co. KG sichert die Versorgung der drei deutschen Papierfabriken. 2014 kaufte Palm die Seyfert-Gruppe mit der Papierfabrik Descartes in Frankreich, drei Wellpappenwerken in Deutschland und fünf Wellpappenwerken in Frankreich. 2016 kaufte Palm das Wellpappenformatwerk in Zorbau bei Leipzig und das Wellpappenformatwerk Lecchese in Lurago d’Erba, Italien. 2019 wurde die Gruppe um die REKA Wellpappenwerke GmbH erweitert.

## Palm Gruppe
Palm hat die drei Geschäftsbereiche Recycling, Papier und Verpackung. Sie werden jeweils eigenständig geführt und arbeiten entlang der Wertschöpfungskette (Altpapier, Papier, Verpackung) eng zusammen. Die Hauptverwaltung aller Bereiche hat ihren Sitz in Aalen.

### Palm Papier

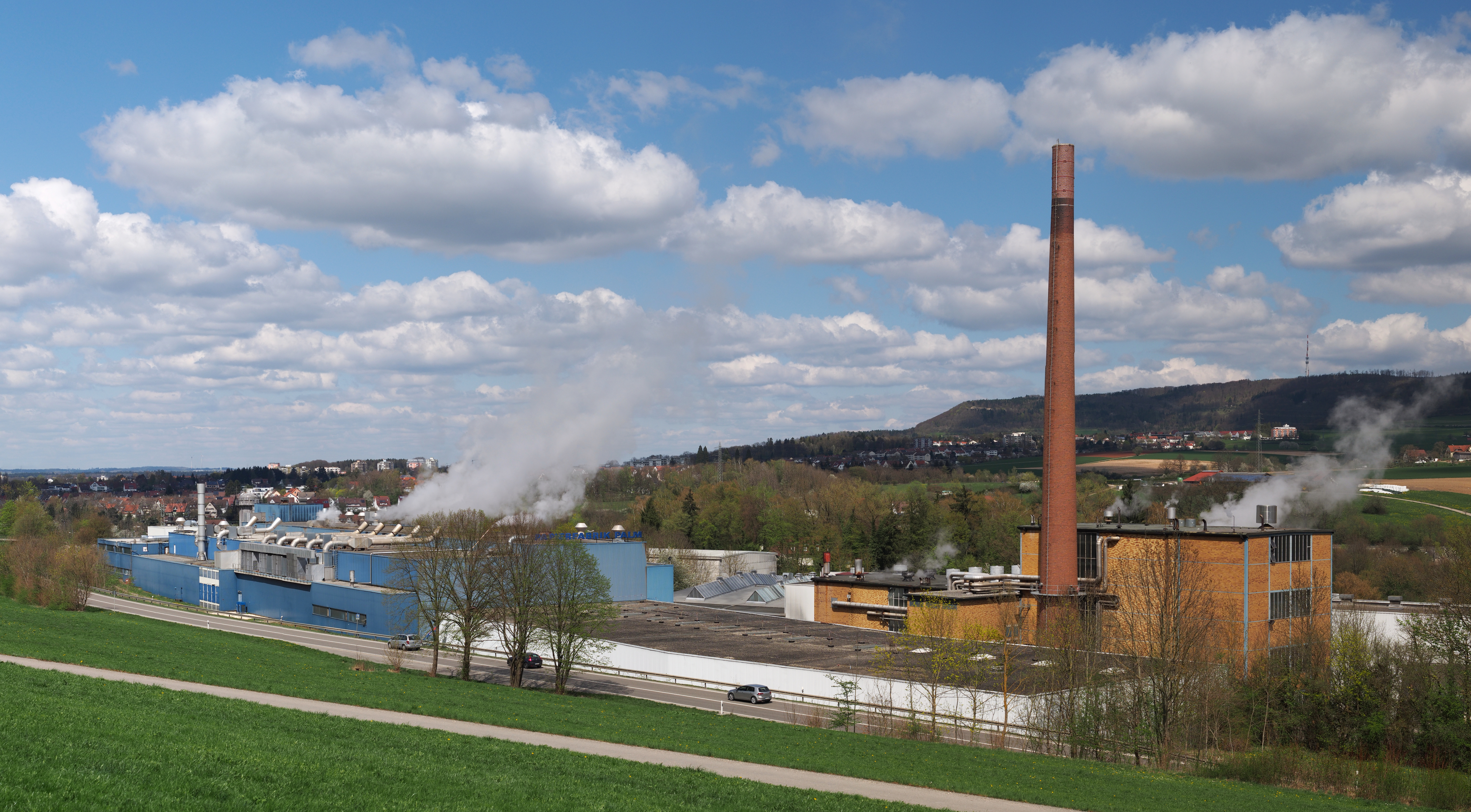
Die alte, inzwischen abgebrochene Papierfabrik in Aalen (2015)

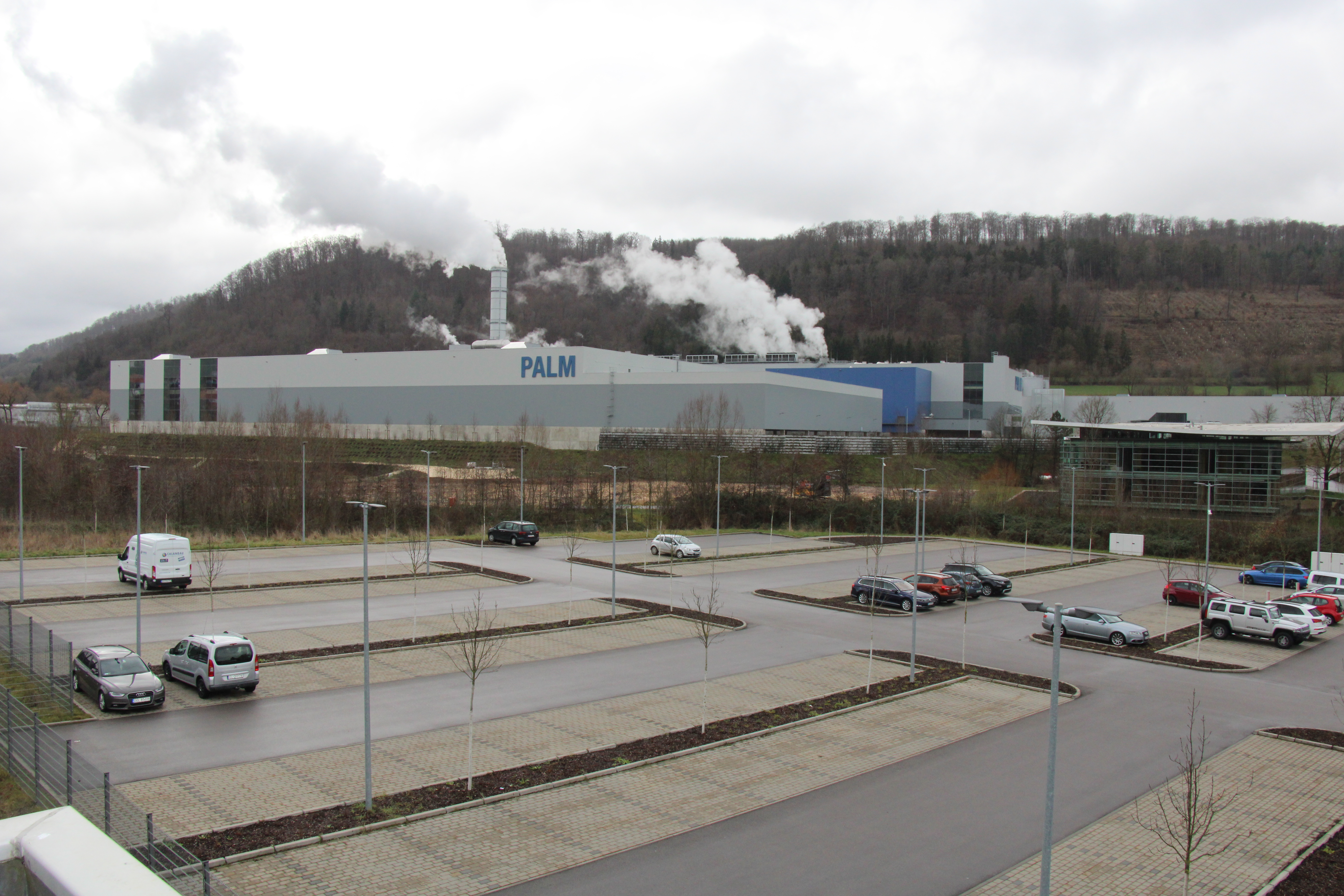
Die neue Papierfabrik in Aalen (2023)

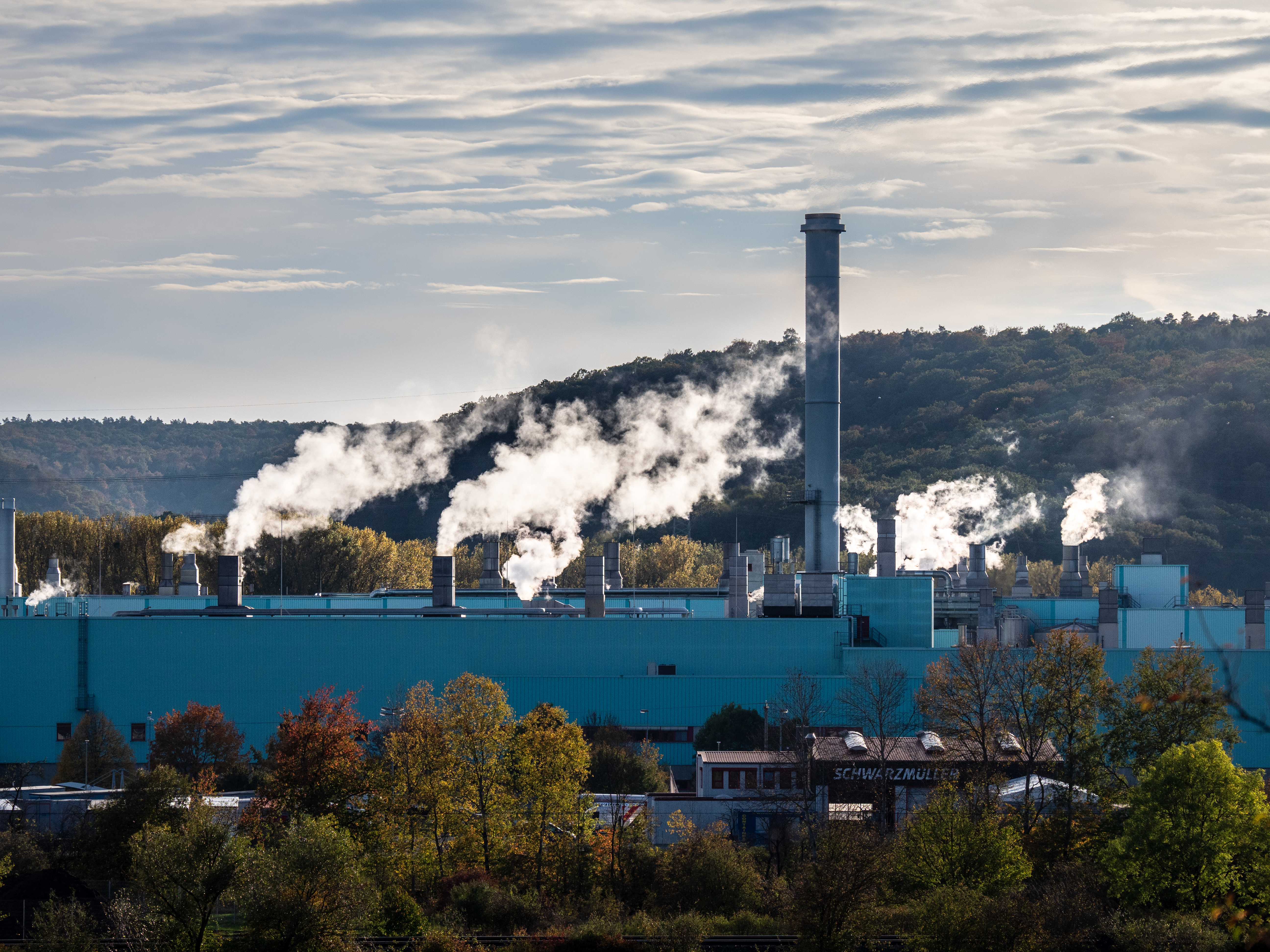
Papierfabrik in Eltmann

Zur Papierfabrik Palm gehören fünf Papierfabriken mit neun Papiermaschinen. In den fünf Fabriken werden jährlich 2,7 Mio. Tonnen Wellpappenrohpapiere und grafische Papiere produziert. Sämtliche Produkte des Unternehmens basieren auf Recyclingstoffen. Die fünf Fabriken befinden sich in Aalen, Eltmann, Wörth, King’s Lynn und Descartes.
Am Stammwerk in Aalen-Neukochen entsteht in den Jahren 2019–2022 eine neue Papierfabrik. Die bestehende Papierfabrik mit drei Papiermaschinen wird komplett zurückgebaut. Neben der neuen Papiermaschine V entstehen ein neues Kraftwerk auf Basis einer Gasturbine (Kraft-Wärme-Kopplung) und eine neue Kläranlage.

### Palm Recycling
Der Geschäftsbereich Recycling dient der Beschaffung von Altpapier für die fünf Standorte der Papierproduktion von Palm in Europa. Palm Recycling bezieht sein Altpapier aus der kommunalen und gewerblichen Abfallwirtschaft sowie aus Handel, Gewerbe und Industrie.
2019 entsteht neben der Papierfabrik von Palm Paper im britischen King’s Lynn eine Sortieranlage, in der Altpapier zur Herstellung von Zeitungsdruckpapier aussortiert wird.

### Palm Verpackung
Palm Verpackung hat insgesamt 28 Verpackungswerke in Deutschland, Frankreich, Italien, den Niederlanden und der Schweiz. Produziert werden alle Sorten von Wellpappe und Verpackungen.

## Biogas-Produktion
Am Standort Wörth am Rhein wird aus dem Prozesswasser, das bei der Aufbereitung des Altpapiers anfällt, Rohbiogas gewonnen. Dieses wird zu Erdgasqualität aufbereitet und direkt beim Fabrikgelände in das öffentliche Erdgasnetz eingespeist. Im Jahr 2018 umfasste die Biogasproduktion rund 50 Gigawattstunden Biogas.